# George Moore Bowden
George Moore Bowden   (Nova York, 26 d'octubre de 1920 - Palma, 26 de gener de 2003) fou un lutier i fabricant de guitarres estatunidenc que va viure a Mallorca. Es va instal·lar a Portals Nous (Calvià) el 1932 amb la seva família, composta per George Charles Bowden (professor i autor de llibres de cant) i Dina Moore Bowden (cantant i violinista). Va ser alumne del guitarrista T. Calatayud. Més endavant, va fundar a Palma un taller de construcció de guitarres, el primer soci del qual va ser Josep Mascaró Pasarius. Va casar-se amb Carme Serrat Monsó. En morir, el seu negoci va ser heretat per Antonio Morales, de qui havia estat mentor, i ell va ser enterrat a Calvià mateix.